# Ференц Кочиш (футболіст)
Ференц Кочиш (угор. Kocsis Ferenc, нар. 21 липня 1904 — пом. 8 листопада 1962) — угорський футболіст, що грав на позиції захисника. 

## Кар'єра гравця
Більшу частину кар’єри провів у столичному МТК. Частково застав золоту еру клубу, коли команда 10 сезонів поспіль ставала чемпіоном Угорщини. Кочиш був у гравцем резерву і долучився до двох перемог  — в 1923 (2 матчі) і 1925 (8 матчів) роках. Також у цих сезонах команда вигравала і Кубок Угорщини. Кочиш зіграв у фіналі з «Уйпештом» (4:0), що відбувся в 1926 році, хоча й формально відносився до розіграшу 1924/25.   
Перед початком сезону 1925-26 важку травму отримав провідний захисник клубу Дьюла Манді, і Кочиш зумів закріпитися в основі команди. Після повернення Манді в стрій, Ференц не випав зі складу. В наступні роки саме зв'язка Манді-Кочиш стане основною у команді. Так у чемпіонському сезоні 1929, коли «Хунгарія» (так почала називатись команда після введення професіоналізму) під керівництвом тренера Бели Ревеса на одне очко випередила «Ференцварош», Кочиш відіграв в усіх 22 матчах першості, як і його напарник.  
Ще один трофей до свого доробку Кочиш додав у 1932 році. «Хунгарія» перемогла у фіналі «Ференцварош» . Перший матч завершився нічиєю 1:1, а перегравання принесло перемогу команді Ференца 4:3. 
В 1927 —– 1931 роках Кочиш зіграв 8 матчів у Кубку Мітропи, престижному міжнародному турнірі для найсильніших команд центральної Європи. 
У складі «Хунгарії» виступав до 1935 року, після чого ще два сезони відіграв у команді «Керюлеті».

## Виступи за збірну
13 грудня 1931 року дебютував в офіційних матчах у складі національної збірної Угорщини у грі кубка Центральної Європи проти збірної Італії (2:3). Ще один матч зіграв у 1932 році проти збірної Чехословаччини (3:1).

## Досягнення
- Чемпіон Угорщини: 1922–23, 1924–25, 1928–29
- Срібний призер Чемпіонату Угорщини: 1925–26, 1927–28, 1930–31 , 1932–33
- Володар Кубка Угорщини: 1923, 1925, 1932

## Статистика виступів за збірну
| Дата       | Місто | Господарі      | Результат | Гості    | Турнір                   | Голи | Примітки |
| ---------- | ----- | -------------- | --------- | -------- | ------------------------ | ---- | -------- |
| 13/12/1931 | Турин | Італія         | 3 – 2     | Угорщина | Кубок Центральної Європи | -    |          |
| 20/03/1932 | Прага | Чехословаччина | 1 – 3     | Угорщина | товариський матч         | -    |          |
| Усього     |       | Матчів         | 2         |          | Голів                    | 0    |          |